# Hartmut Bonk

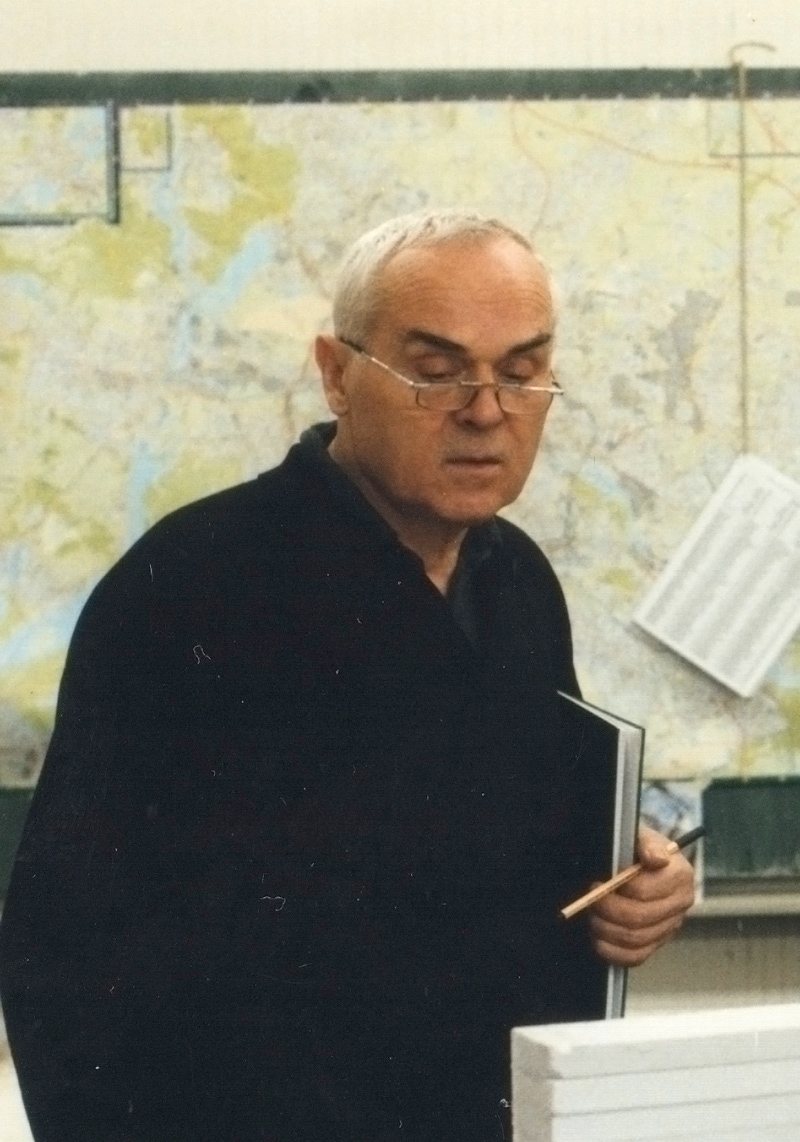
Hartmut Bonk im Dezember 1999, in der HdK Berlin

Hartmut Bonk (* 11. September 1939 in Pulsnitz; † 6. September 2019) war ein zeitgenössischer deutscher Bildhauer und Maler.

## Leben und Werk
Hartmut Bonk studierte von 1957 bis 1960 an der Arbeiter- und Bauernfakultät für Bildende Künste in Dresden. 1961–1967 folgte ein Studium an der Hochschule für Bildende Künste Dresden (bei Gerd Jaeger, Hans Steger und Walter Arnold). Ab 1967 erfolgte freiberufliche Tätigkeit in Hoyerswerda und Beginn der Arbeit in Stein, 1969–1971 arbeitete er freiberuflich in Dresden.

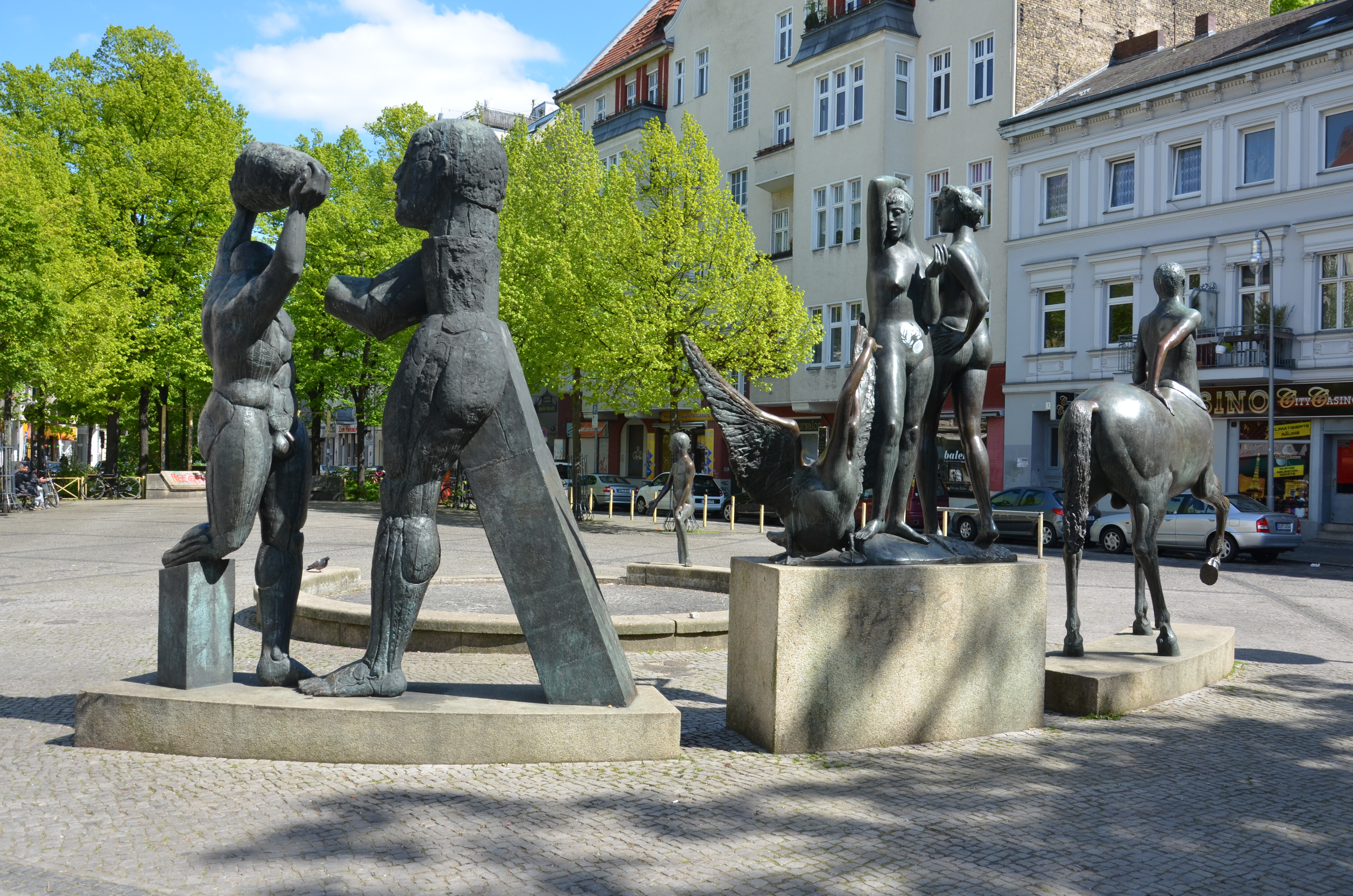
Imaginäres Theater, 1986/87. Eine szenische Figurenkomposition in drei Gruppen und einer Einzelfigur. Bronze-Skulpturen, Brunnen-Anlage, Karl-Marx-Platz, Berlin-Neukölln. 1. Zwei Titanen 2. Zwei Frauen mit Schwan 3. Kentaur 4. Jüngling

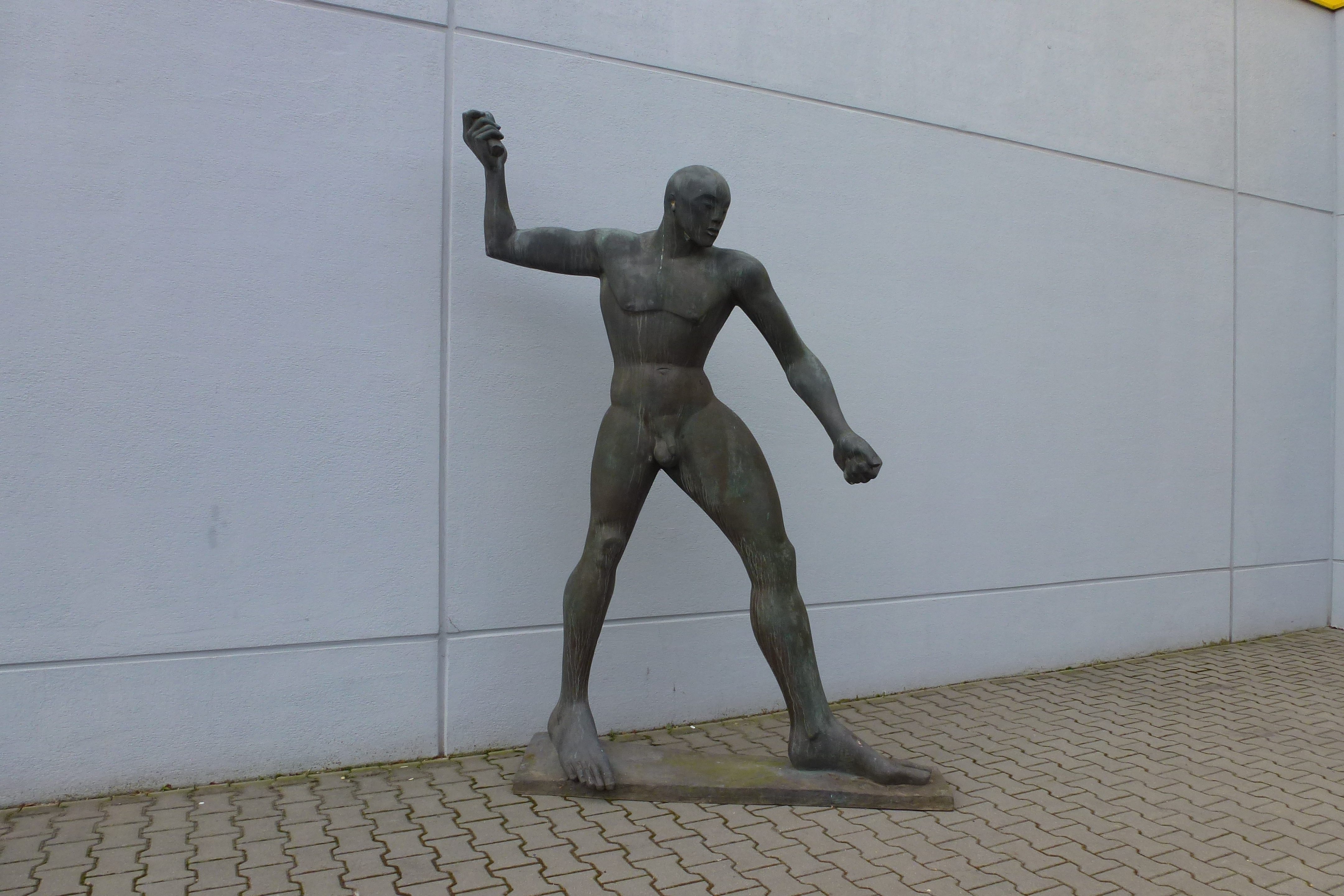
Großer Schreitender, 1988. Bronze

1974 erfolgte seine Teilnahme am Bildhauersymposium in Oronsko/Polen, 1975–1976 am I. und II. Bildhauersymposium Dresden in Pirna-Rottwerndorf. 1975 war der Beginn seiner Arbeit in Polyester. Es entstand die Figuration Weiße Gruppe (1975/1976), Alba Urbana (1976) und Zivilisierte Welt (1977/1978).

1979/1980 wurden die drei silbernen Figuren dieser lebensgroßen Gruppe in der Dresdner Ausstellung „Junge Bildhauerkunst der DDR“ gezeigt, 1981 erfolgte die Leihgabe der Gruppe an die Staatliche Galerie Moritzburg Halle (Ankauf der Gruppe 1981–1987).
Auf die sechsfigurige Zivilisierte Welt folgten weitere lebensgroße Plastiken, 1979/1980 entstand ein Ensemble von zwölf Figuren: Society apokalyptisch. Bonk erhielt ein Atelier im Künstlerhaus Dresden-Loschwitz. 1982 erfolgte die Übersiedlung und Wohnsitz in Berlin-West, sowie der Beginn der Reisen in den mediterranen Raum (Antikenrezeption). 1983 erhielt er ein Atelier im Künstlerhaus Bethanien, es folgte der Beginn der Arbeit in Papiermaché. 1985 erhielt Bonk ein Arbeitsstipendium der Stadt und des Landes Berlin (Senator für Kulturelle Angelegenheiten). Der Ankauf der Arbeit „Süd Axial“ aus der Arbeitsgruppe Psychic – Roboters erfolgte durch die Berlinische Galerie.
1986 war Bonk Gewinner des Brunnenwettbewerbs am Karl-Marx-Platz in Berlin-Neukölln und begann mit der Ausführung (Imaginäres Theater). 1988 wurde er Stipendiat der Villa Serpentara in Olevano-Romano, Italien.
Von 1988 bis 2004 war Hartmut Bonk Professor an der Universität der Künste Berlin. Er unterrichtete Plastische und räumliche Darstellung im Fachgebiet Architektur. Ein Projekt, das Bonk über mehrere Jahre mit Studierenden an der UdK verfolgte, war der Bau von detailgetreuen Gipsmodellen von antiken Bauwerken im Maßstab 1:50. Ausgestellt wurden diese Modelle unter anderem 2015 in der Freien Universität Berlin.
Der Maler Eberhard Havekost war der Sohn von Hartmut Bonk.

## Ausstellungen

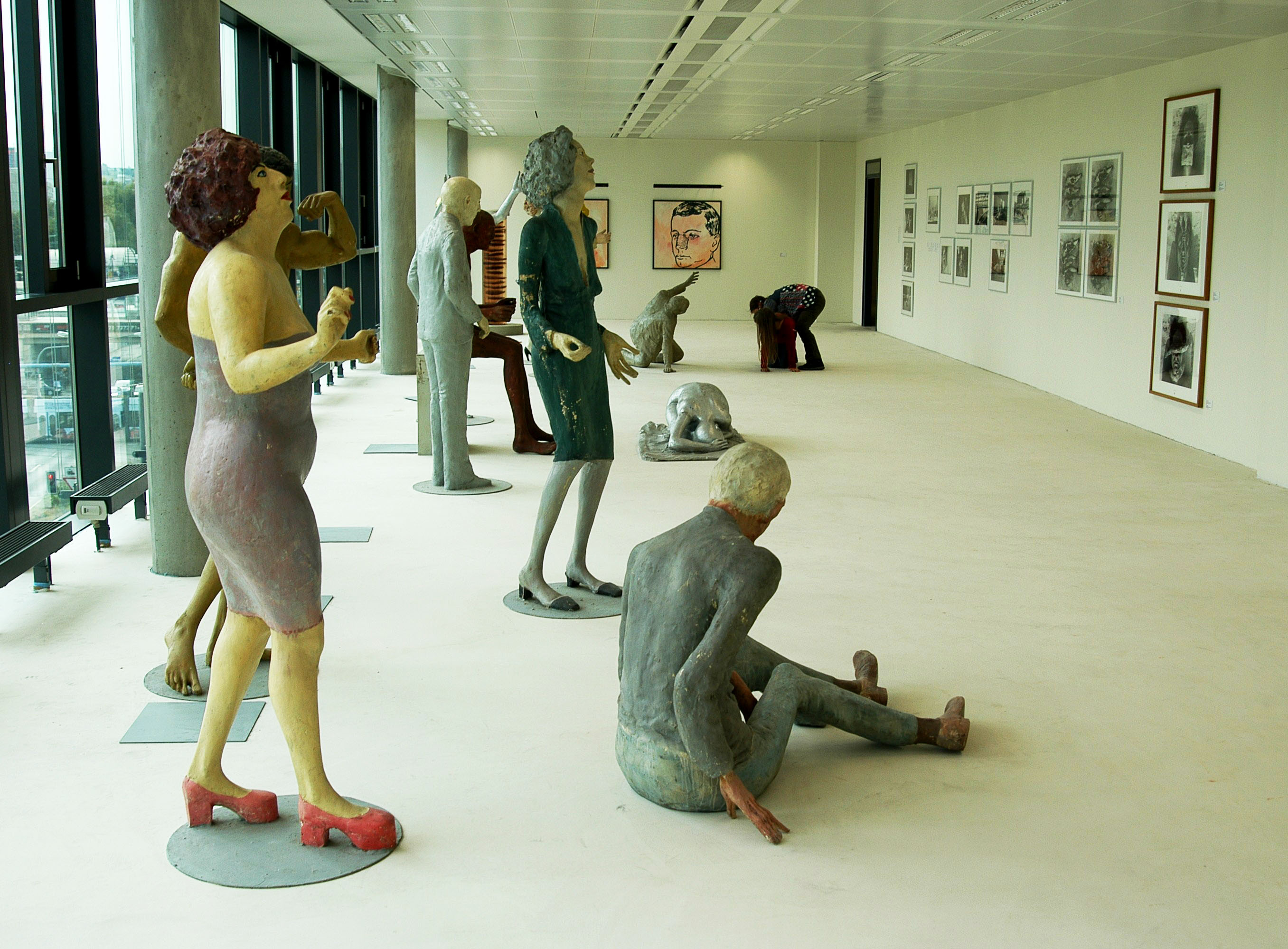
Society, apokalyptisch,1979-80 in Dresden 2009

### Einzelausstellungen (Auswahl)
- 1974: Leonhardi-Museum, Dresden
- 1977. Zentralinstitut für Genetik und Kulturpflanzenforschung, Gatersleben
- 1978: Galerie Nord, Dresden
- 1983: „Dinner Maniera“, Galerie Suspekt, Amsterdam
- 1990: Museum in der Galerie der Schönen Künste, Warschau
- 1991: Leonhardi-Museum, Dresden
- 1993: „SKYLLA“, Kunstverein Bautzen
- 1994: HARTMUT BONK „CHIMÄRA“. Brandenburgische Kunstsammlungen, Cottbus; Staatliche Galerie Moritzburg, Halle; Orangerie im Körnerpark, Berlin, Neuer Sächsischer Kunstverein, Ausstellung im Dresdner Schloß
- 1996: „DISPUT“, St. Marien in Prenzlau
- 1996: „ARKADIEN“, Aquarelle, Radierungen, Kleinplastik, Ernst-Rietschel-Kulturring e.V., Pulsnitz
- 1999: „ARKADIEN“ Bilder und Plastik, Galerie am Savignyplatz, Berlin
- 2002: „PFERD UND LANDSCHAFT“, Malerei-Graphik-Skulptur, galerie am blauen wunder, Dresden
- 2007: HARTMUT BONK „SKULPTUR UND LANDSCHAFT“, Schloß Blankensee
- 2009: „BONK und PENCK“ zum 70.ten. Graphik-Skulptur. Sommerausstellung, galerie am blauen wunder, Dresden
- 2009: „SOCIETY APOKALYPTISCH“, Ausstellung der 12 figurigen Gruppe „Society apokalyptisch“ von 1979/80 in „OHNE UNS“, Dresden, 24. September 2009 bis 11. April 2010
- 2016: HARTMUT BONK „GESTIK UND STATUARIK“, die kleine galerie, Berlin 28. April bis 10. Juni 2016

### Ausstellungsbeteiligungen (Auswahl)
- 1976: „Junge Künstler der DDR“, Ausstellungszentrum am Fernsehturm Berlin, Kunsthalle Rostock
- 1976: Winckelmann-Museum, Stendal
- 1977: „14. Biennale für Freiplastik“, Middelheim/Niederlande
- 1977/1978: „VIII. Kunstausstellung der DDR“, Dresden
- 1978: Galerie Nord, Dresden: 15. Oktober – 20. November 1978: Hartmut Bonk, Plastik Zeichnungen
- 1979: „Junge Bildhauerkunst der DDR“, Albertinum Dresden, Kunsthalle Rostock
- 1981: „Ikarus“, 100. Ausstellung der Klubgalerie, Magdeburg
- 1983: „Internationales Plastik-Symposium“, Städtisches Museum Lindau am Bodensee
- 1986: „Hände, die sehen können“. Eine Skulpturenausstellung für Blinde und Sehende. Kapelle der Kaiser-Wilhelm-Gedächtniskirche, Berlin
- 1986: „Neptuns Reich an der Spree. Berliner Brunnen von Begas bis Bonk“. Kunstamt Neukölln, Galerie am Körnerpark Berlin
- 1987: „Mythos Berlin“, Anhalter Bahnhof, Berlin
- 1988: Rathausgalerie Odense, Dänemark
- 1988: „Hommage an Berlin“, Commerzbankforum, Berlin, Wanderausstellung
- 1989: „Eberhard Roters zu Ehren“, Berlinische Galerie, Martin-Gropius-Bau, Berlin
- 1990: „Menetekel“, Kampnagel, Hamburg
- 1990/1991: „Ausgebürgert“, Albertinum Dresden, Kleine Deichtorhalle Hamburg
- 1991: „Künstler aus Sachsen“, Neuer Sächsischer Kunstverein im Stadtmuseum Dresden
- 1992: „Via Italia II“, Staatliches Lindenau-Museum Altenburg
- 1992/1993: „Kunst und Norm – Normen künstlerischer Weltsicht“, DIN – Deutsches Institut für Normung, Berlin
- 1993: „Obsessionen“. Jahres-Ausstellung des Neuen Sächsischen Kunstvereins Leipzig
- 1993: „Denk ich an Deutschland…“, Künstler für Toleranz, Künstler gegen Gewalt, Kupferstichkabinett Dresden
- 1994: „Körperbilder-Menschenbilder“, Deutsches Hygiene-Museum Dresden
- 1997: „pro figura“, 2. Bautzener Herbstsalon
- 1999: „Selbstbildnis“, 4. Bautzener Herbstsalon
- 2000: „JANUS“, 5. Bautzener Herbstsalon
- 2000: galerie parterre, Berlin
- 2001: „Kassandrarufe und Schwanengesänge“. Kritische Bilder und Skulpturen aus der späten DDR. Schloss Cappenberg Unna
- 2001: „MYTHOS UND FIGUR. Doch das Antike find ich zu lebendig“, Schlossmuseum Gotha, Schloss Friedenstein
- 2002: 10 Jahre Galerie des Bautzener Kunstvereins e-V.
- 2004: „Ost/West Ikaros, Ein Mythos im geteilten Deutschland“, Winckelmann-Museum Stendal, Kunstmuseum Schloß Friedenstein Gotha, cubus Kunsthalle Duisburg, Kunstverein Wasserburg am Inn.
- 2009: „OHNE UNS“, Ausstellung zur Kunst & alternativen Kultur in Dresden vor und nach '89, Dresden
- 2014: „Expressiv – konstruktiv – phantastisch“. Ostdeutsche Kunst 1945 bis 1990 aus einer Privatsammlung. Haus der Brandenburgisch-Preußischen Geschichte, Potsdam.
- 2014: „ÜBERSPANNTER RAUM – Bildfigurationen und Realskulpturen“, WESTRAUM - nestor 36, Berlin.